# Antony Higginbotham
Antony Higginbotham (ur. 16 grudnia 1989 w Haslingden) – brytyjski polityk Partii Konserwatywnej, deputowany Izby Gmin (2019–2024).

## Działalność polityczna
Od 12 grudnia 2019 reprezentował okręg wyborczy Burnley w brytyjskiej Izbie Gmin. Nie uzyskał reelekcji w wyborach w 2024.

## Życie prywatne
Jest jawnym homoseksualistą.